# Großes Jungfernkind
Das Große Jungfernkind (Archiearis parthenias), auch Birken-Jungfernkind genannt, ist ein Schmetterling (Nachtfalter) aus der Familie der Spanner (Geometridae) bzw. deren Unterfamilie Archiearinae. Das Große Jungfernkind zählt zu den tagaktiven Spannern und fliegt bei Sonnenschein. Die Falter gehören zu den ersten aktiven Schmetterlingen im Frühling, sie können von Anfang März bis etwa Ende April beobachtet werden.

## Merkmale
Die männlichen Falter erreichen eine Flügelspannweite von 31 bis 36 mm (28 bis 37 mm), die Weibchen 33 bis 38 Millimeter (32 bis 38 mm). Kopf, Thorax, Abdomen und Beine sind stark behaart. Die Augen sind vergleichsweise klein, die Palpen relativ kurz. Ein Frenulum ist vorhanden, ebenso ein Saugrüssel. Das akzessorische Tympanum ist reduziert. Die Vorderflügel sind graubraun mit etwas dunklerer grauer bis schwarzer Marmorierung. Gewöhnlich sind drei Flecken am Kostalrand vorhanden, die aber auch fehlen können. Die innere und äußere Querlinie ist bei den Weibchen deutlicher gezeichnet als bei den Männchen. Die Hinterflügel sind leuchtend orangegelb mit einer braunen Band entlang den Termen und dem Apex sowie einem großen dunklen Fleck am Innenrand. Der Diskalfleck ist groß und braun gefärbt. Die Fransen sind schwarz weiß gescheckt. In der Hinterflügeläderung ist Sc+R1 ungefähr halb so lang wie die Zelle, die Adern Rs und M1 sind deutlich gestielt. Die Antennen des Männchens sind leicht gezähnelt, die des Weibchens einfach fadenförmig.

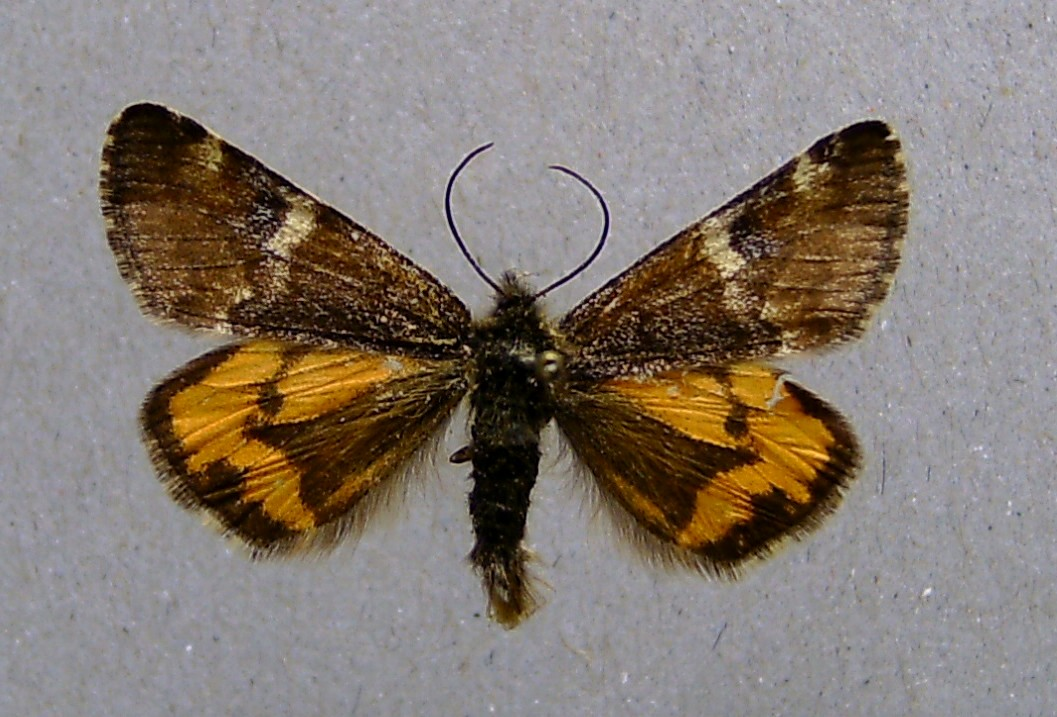
Archiearis parthenias

Die Eier sind blassgrün und glänzend.
Die Raupen sind grün und weisen drei dunkle feine Rückenstreifen mit gelblichen Rändern auf. Die Stigmen sind schwarz, die gelblichen Punktwarzen sind mit kurzen schwarzen Haaren besetzt. Der Kopf ist grün gefärbt. Die vier Bauchfußpaare sind, wenn auch rudimentär, entwickelt, was eigentlich ein Kennzeichen der Eulenfalter ist.
Die Puppe ist glänzend rotbraun.

### Ähnliche Arten
- Mittleres Jungfernkind (Boudinotiana notha (Hübner, 1803)).

## Geographische Verbreitung und Lebensraum
Man findet diese Art in Hochmooren, Lichtungen und Birkenwäldern, auch in Heidelandschaften in der Nähe von Birken. Sie ist über ganz Europa nördlich der großen Gebirge (Alpen, Karpathen) verbreitet, fehlt aber in Irland. Ein inselartiges Vorkommen ist aus den Pyrenäen bekannt. Im Osten erstreckt sich das Verbreitungsgebiet über Sibirien bis in den Russischen Fernen Osten und Japan. Im Süden kommt die Art auch in der nordöstlichen Türkei und im Kaukasusgebiet vor.
Im Norden ist das Vorkommen regelmäßiger als im Süden, und in den Südalpen kommt diese Art bis etwa 1000 m über NN vor.

## Lebensweise
Archiearis parthenias bildet eine Generation pro Jahr. Die Flugzeit der Falter reicht von Anfang März (manchmal schon auch im Februar) bis Ende April. Sie ist jedoch stark von der Region abhängig. In Nordeuropa und in höheren Lagen ist die Flugzeit entsprechend später; u. U. erst Anfang April bis Ende Mai. Das Maximum wird bereits in der Zeit von Mitte März bis Mitte April erreicht. Die Falter sind tagaktiv und besuchen Weidenkätzchen, aber auch auslaufende Baumsäfte und frischen Kot. Man findet sie am Morgen am Boden in der warmen Frühlingssonne, wo sie sich aufwärmen und Tautropfen trinken. Bei Kälte werden sie so steif, dass man sie von den Blättern klopfen kann. Die Raupen schlüpfen Ende April oder Anfang Mai nach dem Blattaustrieb der Birken, in Nordeuropa u. U. erst im Juni bis Juli. Sie sind oligophag und fressen neben den Hauptnahrungspflanzen (verschiedene Arten von Birken) auch an Vogelbeere (Sorbus aucuparia) und an Buche (Fagus). Sie bevorzugen jüngere Bäume. Die ersten Raupenstadien fressen an den Kätzchen, spätere Stadien halten sich zwischen lose verwobenen Blättern auf und ernähren sich von zarten, frisch getriebenen Birkenblättern. Die Verpuppung erfolgt in verrottendem Holz oder unter der Baumrinde. Die Puppe überwintert, überliegt bisweilen einen Winter. Die Falter schlüpfen ab Mitte Februar bis etwa Mitte April.

## Systematik
Im Ostasien lassen sich mehrere Unterarten von Archiearis parthenias unterscheiden:
- Archiearis parthenias parthenias, in Europa und Westasien
- Archiearis parthenias sajana (Prout, 1912), Kamtschatka, Amur, Primorje, südliches Sibirien, nördliche Mongolei
- Archiearis parthenias hilara Sawamoto, 1937, Sachalin
- Archiearis parthenias bella Inoue, 1955, Japan
- Archiearis parthenias elegans Inoue, 1955, Japan